# Der kleine Tod der feinen Damen
Der kleine Tod der feinen Damen ist ein französischer Spielfilm von Jean-Charles Tacchella aus dem Jahr 1990, der auf den Memoiren des Adeligen Pierre de Bourdeille, seigneur de Brantôme beruht. Brantôme beschrieb darin seine Erlebnisse am Pariser Hof in der Renaissance-Zeit, insbesondere jedoch seine Liebschaften zu den Damen des Hofes und deren sexuelle Gewohnheiten.

## Inhalt
Der Adlige Brantome ist es müde, für seinen König in die Kriege und Schlachten zu ziehen und verlässt daher sein Heer. Er interessiert sich weitaus mehr für die Damen des Hofstaates. Eine besondere Leidenschaft hegt er für die Witwe Victoire, die zwar Brantome als Liebhaber schätzt, sich jedoch für die Wiederverheiratung einen Gatten mit einem größeren Vermögen wünscht. Eine andere Geliebte, Margot, die Schwester des Königs und Ehefrau des Hugenotten-Herrschers Heinrich von Navarra, liebt Brantome zwar ebenfalls, sieht seine Stellung als Kammerjunker des Herrschers jedoch als zu gering an, um tatsächlich ein gemeinsames Leben mit ihm zu planen.
Die kaum noch zu verbergende Beziehung zu Margot führt schließlich dazu, dass Brantome seine Stellung am Hofe verliert und aus Paris verbannt wird. Nachdem ein Sturz vom Pferd ihn vorübergehend zum Invaliden macht, beginnt er, seine Memoiren über seine geliebten Frauen zu schreiben. Die schönen Erinnerungen geben ihm Kraft und tragen zu seiner Genesung bei. Er sieht kurz vor ihrem Tode Victoire wieder, die von den Verwandten ihres dritten Gatten vergiftet wurde – sich jedoch an diesen dadurch rächt, indem sie Brantome einen Teil ihres ererbten Vermögens vermacht. Auch Margot begegnet er wieder, die von ihrem königlichen Ehemann verbannt wurde und in einer Festung gefangen gehalten wird. Der Sturz des Königs ermöglicht es Brantome schließlich, nach Paris wiederzukehren.

## Kritik
Der Spiegel kritisierte, dass der Film mit seiner literarischen Vorlage nicht mithalten könne. Der Nachruhm des „detaillustigen Sittenschilderers seiner Zeit“ sei nur wenig spürbar, als Kinofigur entfache „dieser Kraftkerl merkwürdig wenig Feuer“. Das Ergebnis wäre daher – trotz kostbarer Kostüme – nur „gelackte Illustrationskunst“.

## Veröffentlichung auf Videokassette
Der Film wurde 1992 auf Videokassette vom Concorde Filmverleih veröffentlicht.